# Otidea violacea
Otidea violacea är en svampart som beskrevs av A.L. Sm. & Ramsb. 1916. Otidea violacea ingår i släktet Otidea och familjen Pyronemataceae.   Inga underarter finns listade i Catalogue of Life.